# Шахта ЛЕП
Шахта ЛЕП (рос. Шахта ЛЭП) — печера в Челябінській області Росії, на Південному Уралі. Печера вертикального типу простягання. Загальна протяжність — 79 м. Глибина печери становить 34 м. Категорія складності проходження ходів печери — 1.